# Murfreesboro, Arkansas
Murfreesboro är administrativ huvudort i Pike County i Arkansas. Murfreesboro hade 1 641 invånare enligt 2010 års folkräkning.